# Березівка (Житомирський район, Покостівська сільська рада)
Березівка (пол. Berezówka, рос. Березовка) — колишнє село у Чуднівській волості Житомирського і Полонського повітів Волинської губернії та Покостівській (Березівській) сільській раді Чуднівського, Миропільського, Довбишського (Мархлевського), Житомирського районів і Житомирської міської ради Волинської округи, Київської та Житомирської областей. У 1923—32 роках — адміністративний центр однойменної сільської ради.

## Населення
В кінці 19 століття в селі нараховувалося 22 двори та 99 мешканців, на 1906 рік — 11 дворів та 116 мешканців.
Кількість населення, станом на 1923 рік, становила 312 осіб, кількість дворів — 48.
Кількість населення, станом на 1924 рік, становила 307 осіб, з перевагою населення польської національности; дворів — 52.

## Історія
В кінці 19 століття — село Чуднівської волості Житомирського повіту Волинської губернії, за 36 верст від Житомира.
В 1906 році — поселення в складі Чуднівської волості (3-го стану) Житомирського повіту Волинської губернії. Відстань до губернського та повітового центру, міста Житомир, становила 49 верст, до волосної управи, в містечку Чуднів — 25 верст. Найближче поштово-телеграфне відділення розташовувалось в Чуднові.
В березні 1921 року, в складі волості, увійшло до новоствореного Полонського повіту Волинської губернії. У 1923 році — село (сільце); включене до складу новоствореної Березівської (згодом — Покостівська) сільської ради, котра, від 7 березня 1923 року, стала частиною новоутвореного Чуднівського району Житомирської (згодом — Волинська) округи; адміністративний центр сільської ради. Розміщувалося за 28 верст від районного центру, міст. Чуднів.
27 червня 1925 року, разом із сільською радою, увійшло до складу Миропільського району, 1 вересня 1925 року — новоствореного Довбишського (згодом — Мархлевський) району Житомирської округи. У 1932 році село втратило статус центру ради — його перенесено до с. Покостівка, з перейменуванням сільради на Покостівську. 17 жовтня 1935 року, в підпорядкуванні сільської ради, передане до складу Житомирської міської ради Київської області, 14 травня 1939 року — новоствореного Житомирського району Житомирської області.
Зняте з обліку населених пунктів до 1 жовтня 1941 року.